# Baxter State Park
Der Baxter State Park ist ein großes Wildnisgebiet, der dauerhaft als State Park geschützt wird. Er liegt im Piscataquis County im nördlichen Zentralmaine. Er wurde 1931 errichtet und vergrößerte seine Fläche auf über 800 km². Im Park liegt auch der höchste Berg Maines, der Katahdin. Die Anzahl der Besucher ging im 21. Jahrhundert von 75.000 im Jahre 2000 zu 55.000 im Jahre 2005 zurück. Das Katahdin Woods and Waters National Monument grenzt östlich direkt an den State Park.

## Geografie und Klima
Der Katahdin Mountain besteht aus einer Gruppe von Bergen. Einer der höchsten Gipfel, der Baxter Peak, wurde nach Gouverneur Percival Baxter benannt und ist 1.605 m hoch. Der Berg ist das nördliche Ende des Appalachian Trails.
Die drei größten Wasserflächen sind der Grand Lake Matagamon, der Webstersee oder Lake Chaubunagungamaug und der Nesowadnehunk Lake. Es gibt auch mehrere kleinere Teiche, beispielsweise Hudson-, Draper-, Russell und Center-Teich sowie die South-Branch-Teiche. Zahlreiche Bäche und Flüsse leiten das Wasser aus diesen Wasserflächen ab, die bekanntesten sind Trout Brook (zwischen Grand Lake Matagmaon und Nesowadnehunk Lake) und Nesowadnehunk Stream (verbindet den Nesowadnehunk Lake mit kleineren Teich nahe dem Mount Sentinel). Davon haben manche Wasserfälle; der Nesowadnehunk Stream hat z. B. die Big und Little Niagara Falls und die Ledge Falls. Der Wassataquoick Stream hat zwei Wasserfälle, die Grand und Norway Falls; ein anderer berühmter Wasserfall ist der Green Falls, zwischen dem Bald und dem South Pogy Mountain, dessen Wasser für den Verbrauch zur Verfügung steht, aber die Parkverwaltung rät den Besuchern ihre eigenen Wasserflaschen mitzunehmen.
Das Klima im Baxter State Park liegt in der Northern Forest Region des amerikanischen Kontinents und ist eher kühl, typisch für diese Region. Die normale Jahrestemperatur beträgt 3,7 °C, die höchste Temperatur betrug 35 °C und die tiefste Temperatur betrug −43 °C. Der Jahresdurchschnittsniederschlag betrug 2.500 mm. Die Sommertemperaturen erreichen ihren Höhepunkt im Juli und August.
Die Laubfärbung im Herbst beginnt im frühen September und erreicht ihren Höhepunkt im späten September bis frühen Oktober. Ende Oktober sind die Laubbäume kahl. Dauerhafter Schneefall beginnt normalerweise Mitte bis Ende November und dauert auch noch den ganzen April. Die ersten Blätter der Laubbäume sprießen im Mai. Das Wetter im Park ist durch seine Veränderlichkeit charakterisiert; es kann in jedem Monat des Jahres schneien und die Temperaturen können weit vom Durchschnitt abweichen.

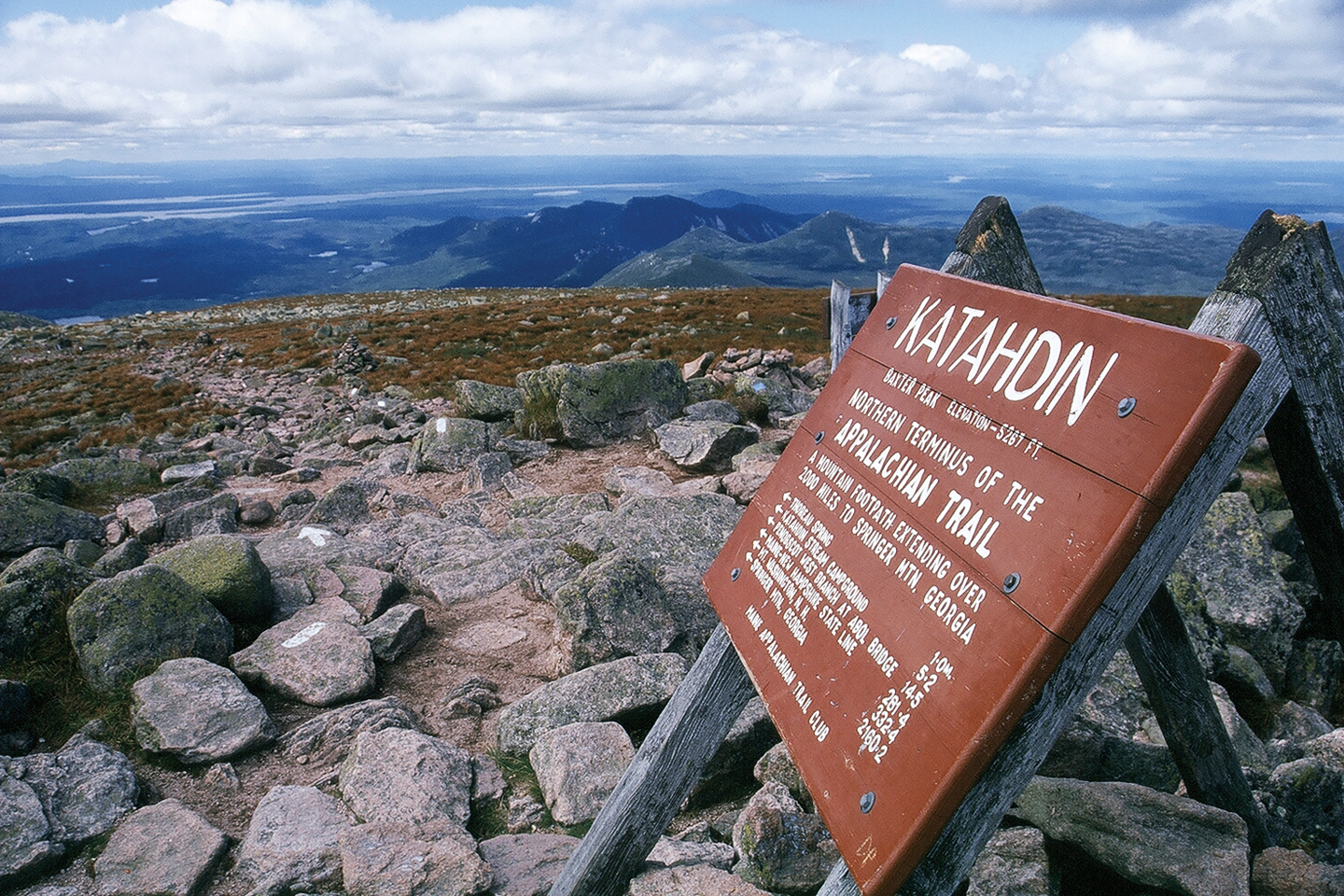
Endpunkt des Appalachian Trail auf dem Gipfel des Mount Katahdin

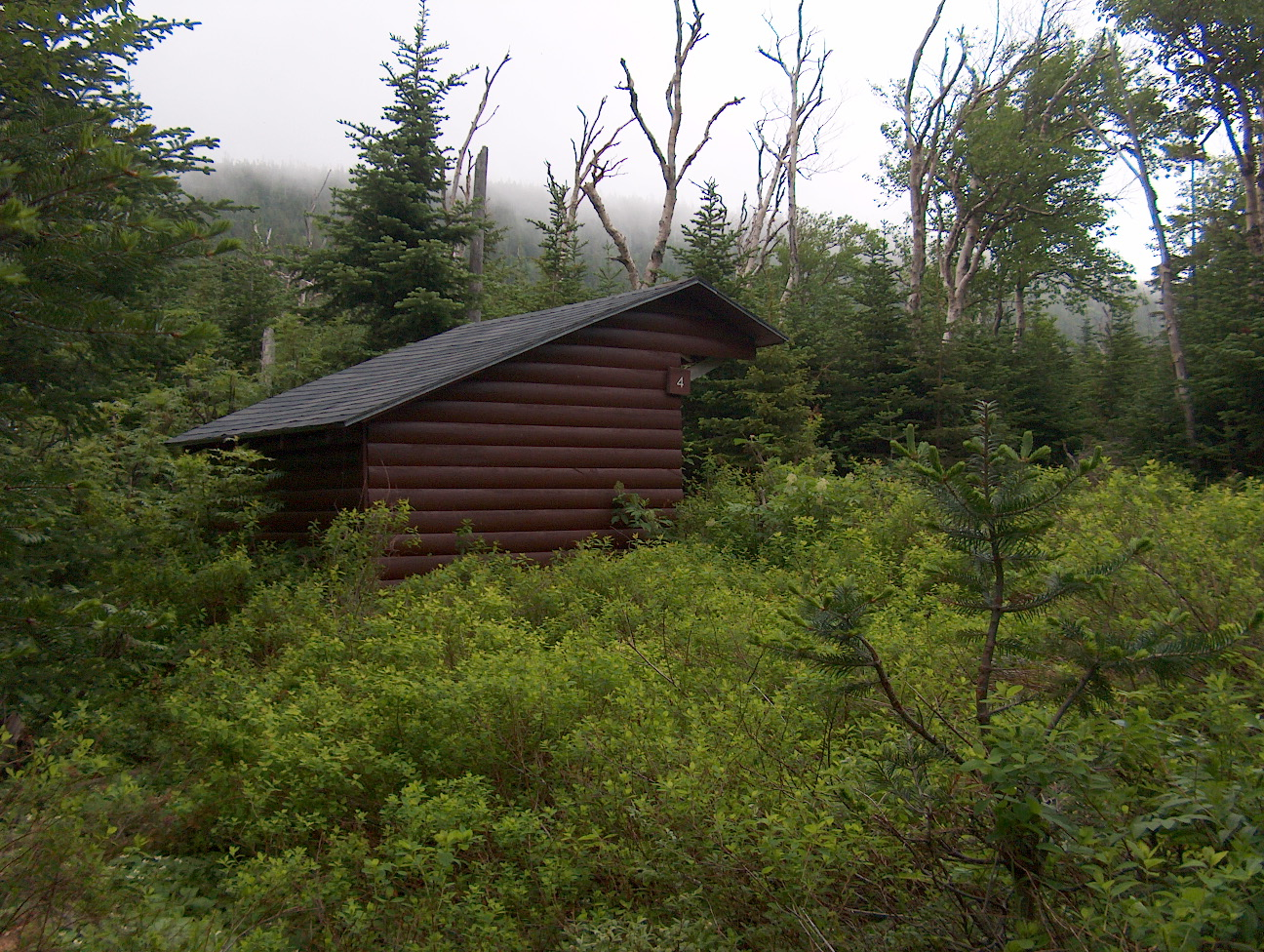
Chimney Pond Campground im Baxter State Park

## Tier- und Pflanzenwelt
Der Baxter State Park hat verschiedene Tier- und Pflanzenpopulationen, die wichtigsten davon sich Elche, Schwarzbären und Weißwedelhirsche. Diese Tiere sind im Sommer aktiv und können manchmal von der Straße aus gesehen werden. Die vielen Sumpfgebiete des Parks sind Heimat für Tiere wie Biber, Bisamratten, Otter und Waschbären. Es gibt viele Biberkolonien im Park. In Waldgebieten im Park leben andere Tiere, einschließlich Rotluchse, Fischermarder, Echte Marder, Wiesel, Streifenhörnchen, Eichhörnchen, Schneeschuhhasen, Kojoten, Lemminge und Rotfüchse. Es gibt auch Vögelpopulationen im Park, die wichtigsten Vögel sind Waldsänger, Drosseln und Tyrannen sowie Eulen, Habichte, Enten und andere wasserliebende Vögel.

## Geschichte

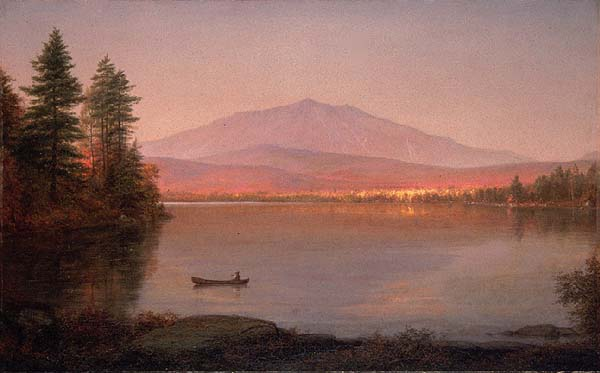
Mount Katahdin vom Millinocket Camp, Öl auf Leinwand 1895 von Frederic Edwin Church

Der Park war ein Geschenk für die Bewohner Maines von Gouverneur Percival Baxter, der seinen persönlichen Reichtum zum Kauf und zur Schenkung der ursprünglichen 813 km² des Parks nutzte. Seit seinem Tode 1969 stieg die Fläche des Parks zur heutigen Größe, mit der Hinzufügung (2006) einer 19 km² großen Parzelle und dem spektakulären Katahdin Lake. Die Hauptverwaltung befindet sich über 32 km vom jetzigen Park entfernt in der Kleinstadt Millinocket. Es gibt keine Geschäfte oder Tankstellen im Park. Zugang und Nutzung sind strikt reguliert, entsprechend Gouverneur Baxters Wunsch den Park „für immer ursprünglich“ zu lassen.

## Infrastruktur

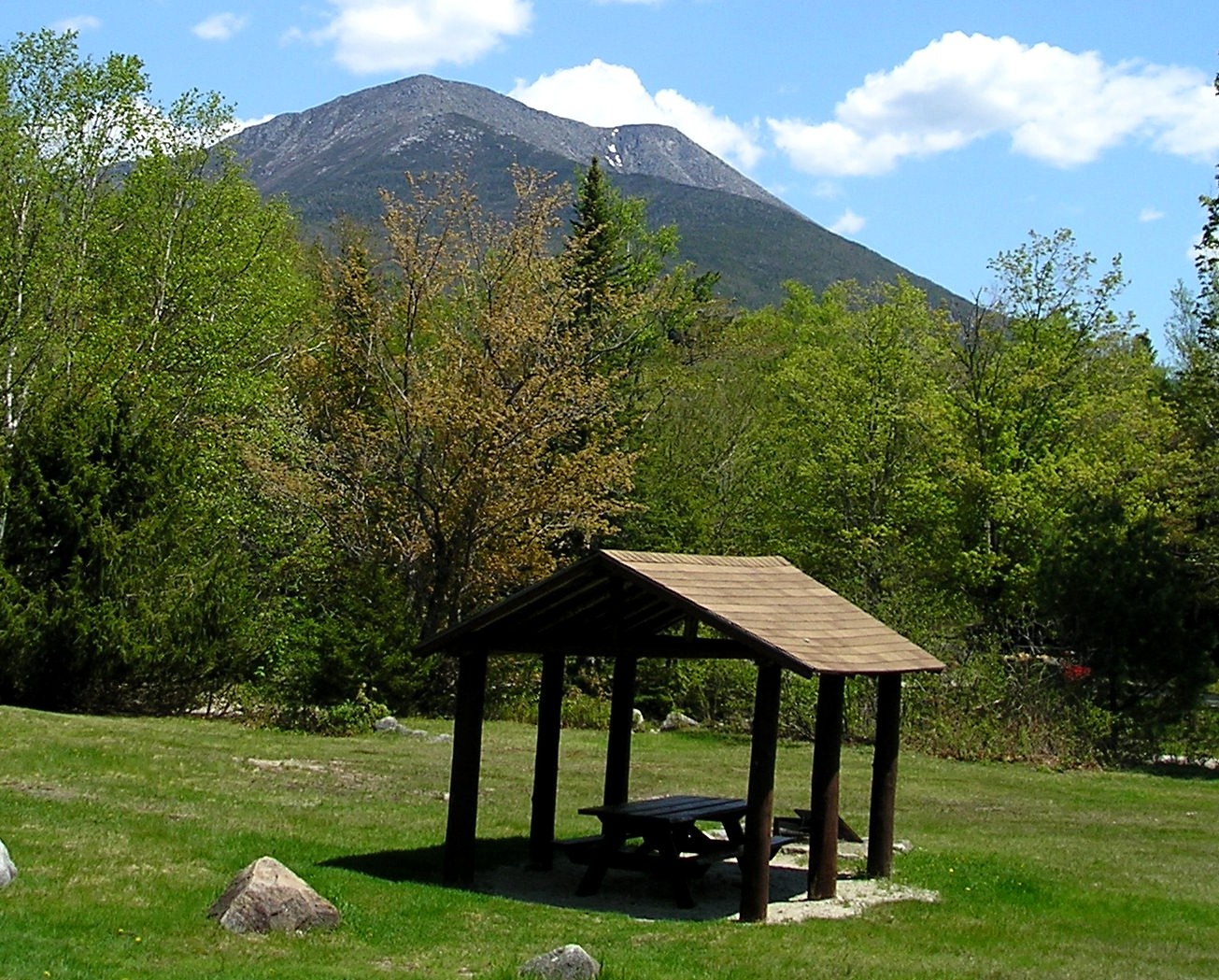
Picknickanlage am Appalachian Trail beim Katahdin Stream Campground

Im Park gibt es weder Elektrizität noch fließend Wasser, noch asphaltierte Straßen. Auch die Benutzung von Funkgeräten, Stereoanlagen und Handys ist verboten, im Einklang mit der „für immer ursprünglich“-Philosophie. Winterwanderungen werden strikt reguliert, aber zunehmend populär. Für Camping (Übernachten) ist der Park vom 15. Mai bis zum 15. Oktober geöffnet. Nur nach Norden wandernde Appalachian-Trail-Wanderer können im Park ohne Reservierung bleiben; der Aufenthalt wird auf eine Übernachtung auf dem The Birches-Campingplatz begrenzt, der auf die ersten zwölf Wanderer begrenzt ist. Sie müsse sich vorher im Infokiosk einschreiben. Er liegt viele Wegekilometer weiter südlich. Zusätzlich zu Wandern und Campen erlaubt der Park begrenztes Jagen und Fischen, Zugang für Schneemobile. Er unterhält auch ein kleines wissenschaftliches Waldprojekt.
 Polizei und Feuerschutz im Park werden vom Bundesstaat Maine bereitgestellt; Müllbeseitigung und Recycling wird größtenteils von denen, die den Park besuchten, erledigt. Die Beibehaltung dessen wird von vielen freiwilligen Arbeitern und bezahlten Angestellten des Parks erledigt. Der jetzige Parkdirektor ist Jensen Bissell.